# Luís af Orléans og Bragança
Louis, kejserprins af Brasilien ( Petrópolis, 26. januar 1878 – Cannes, 26. marts 1920 ), var den anden søn af den kejserlige prinsesse Isabel og hendes mand, den franske prins Gastão de Orléans, Conde d'Eu. Hans bedstefar var Pedro 2., den sidste kejser af Brasilien. 
Hans fulde navn var Luís Maria Filipe Pedro de Alcântara Gastão Miguel Gabriel Rafael Gonzaga. Han skilte sig ud blandt brødrene som den mest flittige, og hans uddannelse omfattede: skrivning, læsning, historie, geografi, naturvidenskab, tegning, aritmetik, algebra og lingvistik, på portugisisk, fransk og tysk . 
Han blev forvist sammen med sin familie efter proklamationen af republikken i 1889. Han blev arving til den hedengangne brasilianske kejsertrone den 30. oktober 1908, da hans bror, Pedro de Alcântara, gav afkald på sine brasilianske dynastiske rettigheder. I denne egenskab arbejdede han med royalister i Brasilien på forskellige forsøg på at genoprette monarkiet.  
Ved udbruddet af Første Verdenskrig meldte han sig som officer i den britiske væbnede styrker og så aktion i Flandern, hvor han pådrog sig en virulent form for knoglegigt, der forårsagede hans død i en alder af 42. Hans indsats på vegne af de allierede i Første Verdenskrig førte til, at han blev dekoreret af Belgien, Frankrig og Storbritannien . 
Han er patriarken for den såkaldte gren af Vassouras af den brasilianske kejserfamilie . 

## Fødsel og barndom
Hans faddere var prins Ludvig Karl af Orléans, hertug af Nemours(hans farfar), repræsenteret af statsråden og senatoren for imperiet, Viscount of Bom Retiro, og prinsesse Margaret af Orléans, prinsesse Czartoryska (hans fars søster), repræsenteret af baronessen af Santana . 
Gennem sin mor tilhørte han den brasilianske afdeling af House of Bragança, og blev fra fødslen omtalt med det ærespræfiks " Dom ". Gennem sin far var han barnebarn af prins Ludvig Karl af Orléans, hertug af Nemours og prinsesse Victoria af Saxe-Coburgo-Koháry (dronning Vitórias første fætter), og gennem sin mor var han barnebarn af kejser D. Pedro II. af Brasilien og prinsesse Teresa Cristina af de to Sicilier . På sin fars side var Luís stadig et oldebarn af kong Luís Filipe I af Frankrig og prinsesse Maria Amélia af Napoli og Sicilien, og på sin mors side var han et oldebarn af kejser og kong Pedro I af Brasilien & IV. af Portugal, og af Aquiduchess Maria Leopoldina fra Østrig .  
Meget tidligt afslørede han en interesse for breve, der, da han blev voksen, ville få ham til at dedikere sig til at skrive flere værker, som han senere udgav, der beskriver sine rejseoplevelser: Dans les Alpes, Tour d´Afrique, Hvor fire imperier mødes, Under Sydkorset.  
Luís, af rastløs natur, drev den nød og handling, der i hans ungdom drev ham til sport, i modenhed til politisk handling.  Ikke overraskende udgav han og hans brødre på højden af afskaffelseskampagnen en afskaffelsesavis i Petrópolis-paladset . 
Med republikkens proklamation, den 15. november 1889, befandt den kejserlige familie sig i en meget kompliceret økonomisk situation, som forværredes med Dom Pedro II's afslag på fem tusinde contos i dagpenge tilbudt af kupmagerne. 

## Afkom
Fra foreningen med prinsesse Maria Pia af de to Sicilier blev født:
| Billede | Navn           | Fødsel             | Død              | Karakterer                                                   |
| ------- | -------------- | ------------------ | ---------------- | ------------------------------------------------------------ |
|         | Pedro Henrique | 13. september 1909 | 5. juli 1981     | Gift prinsesse Maria Elisabeth af Bayern, havde problem.     |
|         | Luis Gastao    | 19. februar 1911   | 8. august 1931   | Han blev ikke gift, han døde som 20-årig.                    |
|         | Pia Maria      | 4. marts 1913      | 24. oktober 2000 | Gift morganatisk med grev René Jean de Nicolay, med problem. |